# Rhinogobius brunneus
Rhinogobius brunneus és una espècie de peix de la família dels gòbids i de l'ordre dels perciformes.

## Morfologia
- Els mascles poden assolir 10 cm de longitud total.[4][5]

## Hàbitat
És un peix de clima subtropical (16 °C-20 °C) i demersal.

## Distribució geogràfica
És autòcton d'Euràsia (la Xina, el Japó -incloent-hi les Illes Ogasawara i les Illes Ryukyu-, Corea, les Filipines, Rússia i Taiwan) i ha estat introduït al Turkmenistan i els Estats Units.

## Observacions
És inofensiu per als humans.